# Кинжал (авиационный ракетный комплекс)
9-А-7660 «Кинжал» (в ряде источников Х-47М2 «Кинжал») — российский гиперзвуковой авиационный ракетный комплекс. Гиперзвуковые ракеты 9-С-7760 (около 10 М) комплекса способны поражать как стационарные объекты, так и надводные корабли: авианосцы, крейсеры, эсминцы и фрегаты. Как сообщали «Ведомости», по полученным из Объединённой авиастроительной корпорации сведениям, является авиационным вариантом комплекса «Искандер».
После успешных испытаний с 1 декабря 2017 года приступил к несению опытно-боевого дежурства на аэродромах Южного военного округа. В феврале — марте 2018 года начались эксплуатационные войсковые испытания ракетного комплекса.

## Принятие на вооружение и заявленные характеристики
Впервые широкой публике о появлении комплекса «Кинжал» сообщил президент России Владимир Путин в Послании Федеральному собранию в марте 2018 года, в ходе которого были продемонстрированы видеоматериалы испытания ракетного комплекса. На них видно, что функции боевой платформы (самолёта-носителя) выполняет сверхзвуковой истребитель-перехватчик дальнего радиуса действия МиГ-31. Было заявлено, что ракета, после сброса в заданной точке, далее летела с гиперзвуковой скоростью, превышая скорость звука в 10 раз и маневрируя на всей траектории полёта. Такое сочетание характеристик позволяет ракете комплекса гарантированно преодолевать все существующие системы противовоздушной и противоракетной обороны.
Вместе с тем, несмотря на эти заявления представителей РФ, в ходе войны России против Украины при перехвате над Киевом «Кинжалов» ЗРК «Пэтриот» ВСУ было заявлено об успешных перехватах, при этом, по словам одного из операторов «Пэтриот» скорость перехваченного 4 мая 2023 года на терминальном участке траектории «Кинжала» составляла 1240 м/сек (~3M) — в три раза ниже заявленных представителями РФ 10М.
Для достижения заявленной скорости ракета должна быть разогнана носителем, и МиГ-31 наиболее приспособлен для этого. По мнению главнокомандующего ВКС России Сергея Суровикина, создание авиационного ракетного комплекса с высокоточной аэробаллистической ракетой «Кинжал» стало важным прорывом в разработке гиперзвуковых систем вооружения.
Как рассказывал Русской службе Би-би-си военный эксперт, главный редактор журнала «Арсенал Отечества» Виктор Мураховский, новая ракета является не крылатой, а «аэробаллистической», — траектория ракеты поддерживается за счёт высокой скорости. Истребитель МиГ-31, специально модернизированный для запуска этой ракеты, фактически служит её первой ступенью, производя пуск вне плотных слоев атмосферы на высотах от 12 до 15 тыс. метров. Полёт ракеты также происходит на границе стратосферы с целью избежать значительного сопротивления воздуха.
Военный обозреватель Михаил Ходарёнок в конце августа 2021 года отмечал, что «количество носителей „Кинжала“ крайне невелико». По его данным, Су-57 пока не поступил в распоряжение ВКС. Ту-22М3М к лету 2021 года был собран в количестве двух штук. Миг-31, производство которых было прекращено ещё в 1994 году, были построены в достаточно большом количестве (более 150 единиц), но переоборудование МиГ-31БМ/БСМ и МиГ-31Д3 в самолёты-носители МиГ-31К не является массовым.

## Эксплуатация

### Испытания
- С 1 декабря 2017 года 10 МиГ-31К несут опытно-боевое дежурство в Южном военном округе.
- По данным на 19.07.2018, за время несения опытно-боевого дежурства выполнено более 350 полётов, в том числе более 70 — с дозаправкой самолёта топливом в воздухе.
- По данным на 20.2.2019, за время несения опытно-боевого дежурства выполнено более 380 полётов на воздушное патрулирование над акваториями Чёрного и Каспийского морей[17].
- С апреля 2018 года в рамках мероприятий стратегического сдерживания самолётами МиГ-31 с комплексом «Кинжал» осуществляется плановое дежурство в воздухе над акваторией Чёрного и Каспийского моря.
- В ходе проводимых мероприятий личный состав получает навыки, необходимые для подготовки и успешного выполнения поставленных задач, в том числе с оперативных аэродромов.
- Совместно с экипажами Дальней авиации проведено лётно-тактическое учение с отработкой практических действий по поражению наземных и морских целей. В ходе данного учения детально проработаны вопросы планирования, подготовки и совместного применения авиационных ракетных комплексов «Кинжал» и дальних ракетоносцев-бомбардировщиков Ту-22М3, а также истребительного авиационного прикрытия действий авиационных ударных групп. На кадрах Архивная копия от 24 июля 2018 на Wayback Machine, представленных МО РФ, видны в совместном полёте один МиГ-31К с ракетой «Кинжал» и один Ту-22М3 с одной ракетой из семейства Х-22 «Буря» (или Х-32) под крылом. Практические действия разнотипных авиационных ударных комплексов позволили подтвердить высокую эффективность их совместного применения при нанесении ракетных ударов по объектам противника. В результате проведённых мероприятий все поставленные учебно-боевые задачи выполнены с высоким качеством и в установленные сроки, лётный состав получил необходимые навыки совместных практических действий по уничтожению наземных и морских целей[18][19].
- В течение 2018 года для подтверждения точностных характеристик были выполнены практические пуски ракет в сложных метеорологических условиях по целям, расположенным на разных полигонах.
- В феврале 2019 ракеты «Кинжал» завершили успехом испытания в непростых погодных условиях, поразив при этом мишени размером не больше, чем с легковой автомобиль на дальности в 1 тысячу километров[20].
- 10 августа 2019 года впервые было публично продемонстрировано применение ракет «Кинжал» на конкурсе «Авиадартс» Армейских международных игр — 2019, проходившем на полигоне Дубровичи.[21]
- В середине ноября 2019 года в Арктике были проведены успешные испытания ракеты «Кинжал» с самолёта МиГ-31К[22].
- 21 декабря 2021 года министр обороны России Сергей Шойгу на расширенном заседании коллегии минобороны с участием президента России доложил о формировании отдельного авиационного полка истребителей МиГ-31К с ракетным комплексом «Кинжал»[23].

## Оценки
Согласно некоторым оценкам, авиационный ракетный комплекс «Кинжал» в действительности не является гиперзвуковым оружием, фактически представляя собой аэробаллистическую ракету (баллистическую ракету воздушного базирования). Основа комплекса — тактическая баллистическая ракета «Искандер», модифицированная под возможность запуска с воздушных носителей. Ракета комплекса «Кинжал», вероятно, не способна маневрировать в плотных слоях атмосферы на гиперзвуковых скоростях (тем самым — в той или иной степени — затрудняя своё поражение средствами ПВО и ПРО), фактически двигаясь по обычной баллистической траектории. К тому же возникают вопросы и к точности наведения ракеты на цели. Всё это приводит к тому, что в реальности авиационный ракетный комплекс «Кинжал» обладает относительно невысокой боевой эффективностью и отнюдь не является «неуязвимым» даже для существующих (не говоря уже про перспективные) систем ПВО и ПРО.
Так эксперт аналитического центра RUSI Сидхарт Каушал отмечает что «Кинжал» не соответствует маневренности гиперзвукового оружия. Эксперт в области ядерного нераспространения Джеффри Льюис отмечает, что «Кинжал» корректно называть баллистической ракетой воздушного базирования, заявив, что «он гиперзвуковой только в том смысле, что почти все баллистические ракеты — гиперзвуковые». По мнению военного эксперта Дейва Маджумдара, комплекс «Кинжал» не является гиперзвуковым, так как не использует прямоточный воздушно-реактивный двигатель, при этом ракета является разновидностью аэробаллистического боеприпаса наземного комплекса «Искандер».
Китайские военные эксперты отметили, что ракеты Кинжал оказались уязвимы для систем ПРО «Patriot», либо имеют недостаточную точность. Кинжал, по оценкам, является просто запускаемой с воздуха версией ракеты «Искандер». Специалисты дали комплексу низкую оценку.
По состоянию на 2024 год гиперзвуковые ракеты воздушного базирования «Кинжал» и сверхзвуковые Х-22 и Х-32 являются дорогостоящими и малочисленными. Они требуют специализированных носителей, что делает их уязвимыми для наблюдения противником. Перемещение носителей ракет отслеживается в реальном времени с использованием космических и технических средств разведки. Высокая стоимость закупки и обслуживания носителей ракет негативно сказывается на потенциале системы.

## Боевое применение
18 марта 2022 года, в ходе нападения на Украину, российские военные применили ракету «Кинжал», вероятно, с МиГ-31К. По заявлению МО РФ, удар был нанесён по складу боеприпасов на территории Ивано-Франковской области, что стало первым боевым применением данного комплекса и первым в мире боевым применением гиперзвукового оружия.
9 мая 2022 года с самолётов стратегической авиации Ту-22М3 в Одесской области были выпущены три ракеты комплекса «Кинжал». В результате удара двое людей получили ранения от пожара, а торговый центр и склад потребительской продукции были разрушены.
7 августа 2022 года российские военные применили ракеты Х-47М «Кинжал» с самолёта МиГ-31К по территории Винницкой области.
9 марта 2023 года стратегическими перехватчиками МиГ-31К ВКС РФ был произведён запуск 6 ракет Х-47М «Кинжал» по территории Украины, одна из которых поразила объект энергетической инфраструктуры в Киеве.
4 мая 2023 года, согласно опубликованным фотографиям обломков, украинская ПВО впервые сбила гиперзвуковую ракету Х-47 «Кинжал» с помощью комплекса «Patriot». Согласно заявлениям, ракета была выпущена с МиГ-31К на территории России. О перехвате «Кинжала» противоракетой с ЗРК Patriot также заявили правительственные источники США, а также военные эксперты и аналитики.

## Тактико-технические характеристики
- Носитель (пусковая установка):
  - МиГ-31К — 1 ракета
  - Ту-22М3М — 4 ракеты[53]
  - Ту-160 — предполагается по 4 на каждом из двух барабанов (возможна уменьшенная версия для Су-57)
  - в перспективе Су-57 — 1 ракета[54]
- Ракета: 9-C-7760 — аэробаллистическая[55]
- Максимальная дальность поражения комплекса:
  - МиГ-31К — 2000 км по пресс-конференции верховного главнокомандующего.[56] Для МиГ-31К[57][58] (без боевого радиуса носителя).
  - Ту-22М3 — более 3000 км[59]
- Максимальная скорость: М = 10—12 (до 14 688 км/ч, или 4080 м/с)[60]
- Высота полёта в момент достижения гиперзвуковой скорости: 20 км[61]
- КВО: 1 м[61]
- Тип боевой части: в обычном снаряжении или ядерная[62]
- Масса боевой части: 500 кг[61]
- Наведение: ИНС с возможностью корректировки от системы ГЛОНАСС, ДРЛОиУ, оптическая ГСН[61]
- Двигатель: РДТТ[61]